# K9795/9796次列車
K9795/9796次列車（中国語: K9795/9796次列车）とは、新疆ウイグル自治区の首府ウルムチとカザフスタンの最大都市アルマトイを結ぶ、中国鉄路総公司ウルムチ鉄路局とカザフスタン鉄道が共同運行する優等列車である。カザフスタン運行列車にはジベックジョリ（Жібек Жолы シルクロード）号の愛称がある。
1992年6月23日に運行を開始した。K9795/9796次列車の運行距離は1,359kmで、途中北疆線、トルキスタン・シベリア鉄道を経由し、クイトゥン駅、阿拉山口駅、ドストゥク駅（ドルジバ駅）、ベスコリ駅、アクトガイ駅に停車する。中国が担当する列車はウルムチ鉄路局ウルムチ客運段国際列車チームが乗務し、18系客車を使用している。中国が担当するウルムチ南発アルマトイ行きK9795次列車は、毎週土曜日にウルムチ南駅を発車し、月曜日にアルマトイ2駅に到着する。同日の夜、ウルムチ行きK9796次列車はアルマトイ2駅を発車し、水曜日にウルムチ南駅に帰着する。カザフスタンが担当する列車はアルマトイ鉄道管理局の乗務員が乗務し、ロシア式の客車を使用している。毎週土曜日にウルムチ行きジベックジョリ号はアルマトイ2駅を発車し、月曜日にウルムチ南駅に到着する。同日の夜、アルマトイ行きジベックジョリ号はウルムチ南駅を発車し、水曜日にアルマトイ2駅に帰着する。

## 歴史

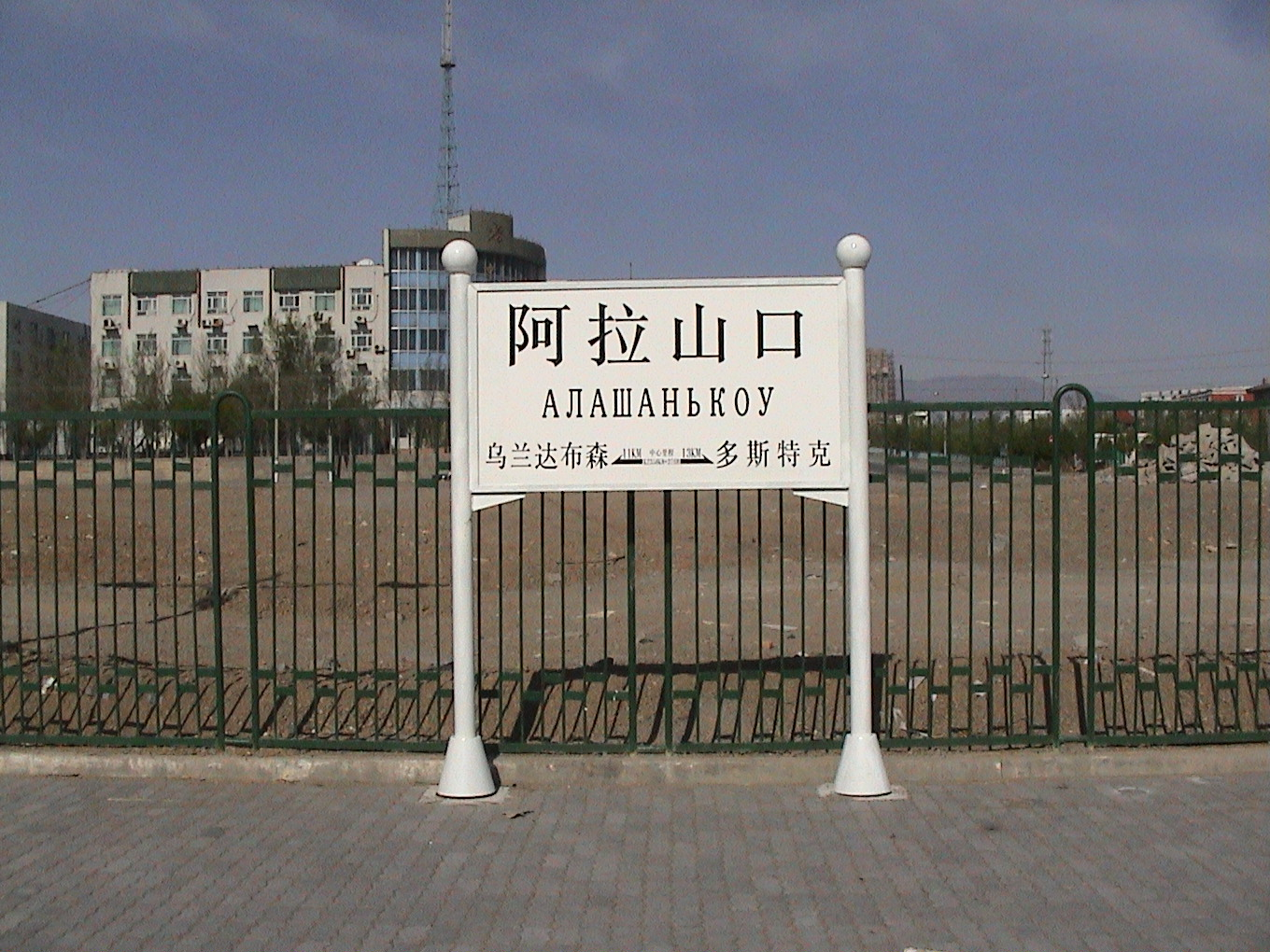
阿拉山口駅の駅名標

1954年10月、中国とソ連の両国は「蘭州〜ウルムチ〜アルマトイ間の鉄道建設並びに国際連絡運輸に関する連合公報」（关于修建兰州－乌鲁木齐－阿拉木图铁路并组织联运的联合公报）を発表した。これによって、満洲里経由、モンゴル縦貫鉄道経由に続く、第3の中ソ国際連絡ルートを建設することが取り決められ、両国はそれぞれ国境まで鉄道を建設することになった。1958年、蘭新線全線にわたって工事が行われ、ウルムチから中ソ国境に至る北疆線の建設も同時に開始された。しかし、中ソ対立の影響で1961年5月にウルムチ〜阿拉山口間の工事は停止された。
1980年代後半に入り、中ソ関係が改善に向かったことにより、1985年5月1日、ウルムチ〜阿拉山口間の建設工事が再開された。そして1990年9月12日、ソ連のトルキスタン・シベリア鉄道と線路がつながり、ウルムチ〜阿拉山口間の鉄道は新ユーラシア・ランドブリッジの一部を構成することとなった。
1991年5月7日、「ユーラシア・ランドブリッジにおける鉄道コンテナ貨物輸送に関する中ソ会談」（中苏铁路关于亚欧大陆桥集装箱货物运输会谈）がウルムチで行われた。この会談により、阿拉山口〜ドルジバ（現:ドストゥク駅）間で国際連絡運輸を開始することが取り決められた。同年12月25日、ソビエト連邦の崩壊によって阿拉山口での接続国がカザフスタンに変わった。1992年2月26日、中国鉄道部とカザフスタン鉄道の間で会談が開かれ、両国は阿拉山口〜ドストゥク間の国境を開放することに同意し、国境鉄路協定に署名した。3月30日、両国の代表がアルマトイで再び会談を行った。その結果、両国の間で議定書を交わされ、ウルムチ〜アルマトイ間で国際旅客列車の運行を共同で開始することが決定した。議定書には列車運行開始時期期及び時刻表、列車編成と切符の価格などの内容が盛り込まれた。
1992年6月20日、ウルムチ〜アルマトイ間国際旅客列車ジベックジョリ号が正式に運行を開始した。列車番号は13/14次（後にN895/896次に変更された）が使用され、客車と乗務員はカザフスタンが担当した。ジベックジョリ号はドストゥク駅で台車交換を行い、毎週1往復運行された。運行開始初日、ジベックジョリ号の第1列車出発に際して、アルマトイで記念式典が開かれた。式典にはカザフスタン共和国大統領ヌルスルタン・ナザルバエフ、首相セルゲイ・テレシチェンコ、中国鉄道部長李森茂を団長とした中国政府代表団が出席した。23日にはウルムチでも記念式典が行われ、国務院副総理呉学謙の他、カザフスタン、ウズベキスタン、タジキスタン3国の副総理が出席した。
1992年9月19日、ジベックジョリ号にウズベキスタンの首都タシュケント行き直通客車が連結された。この直通客車はカザフスタン鉄道が担当したが、1993年10月に廃止された。1993年4月3日には、中国が担当する国際列車の運行が開始され、カザフスタン担当列車と合わせてウルムチ〜アルマトイ間の国際列車は週2往復となった。中国担当列車には蘭州〜アルマトイ間直通客車が連結されたが、直通客車は1994年4月7日に廃止された。
2009年4月1日、ウルムチ鉄路局はダイヤ改正を行い、中国国内でのジベックジョリ号の列車番号がN895/896次からK9795/9796次に変更された。
2011年12月、精河駅〜コルガス駅〜ジャルケント〜アルマトイ間の新線（精伊霍線）が全線開通したことにより、いずれはK9795/9796次列車の経路が新線経由に変更される予定である。これにより、ウルムチ〜アルマトイ間の運行距離が1,359kmから1,016kmとなり、所要時間が32時間から20時間に短縮される見込みである。なお、2016年11月現在の時点では従来通りのルートでの運行が継続されている。

## 列車編成

### 牽引機
K7023/7024次列車のウルムチ〜ドストゥク間では、ウルムチ鉄路局ウルムチ機務段所属の東風4D型ディーゼル機関車が使用され、ウルムチ機務段所属の機関士が乗務する。なお、K9795/9796次列車はアクトガイ駅で列車の進行方向が変わる。
| 運行区間    | ウルムチ南 ↔ ドストゥク               | ドストゥク↔アクトガイ    | ドストゥク↔アクトガイ    |
| 機関車 所属 | 東風4D型 ウルムチ鉄路局ウルムチ機務段 | 2TE10型 カザフスタン鉄道 | 2TE10型 カザフスタン鉄道 |

### 客車
中国が担当するK9795/9796次列車の客車は青島四方機車車輛製の18系客車で、25K系客車と同じ藍色の塗裝が採用されている。列車は9輛編成で、4人用個室の硬臥車（2等寝台車）7輛、荷物車及び電源車各1輛から成っている。カザフスタンが担当するK9795/9796次列車の客車はドイツ・ワゴンバウ社（Deutsche Waggonbau AG、通称DWA）製のロシア式客車で、車体に「мест」（定員を意味するロシア語）と記してある。列車は9輛編成で、4人用個室の2等寝台車7輛、2人用個室の1等寝台車及び荷物車各1輛から成っている。
中国の出入国審査は阿拉山口駅で行う。その間乗客に対する荷物検査なども同時に行われるため、乗客は車外に出ることはできず、車内で待機を余儀なくされる。一方、カザフスタンの出入国審査は国境の緩衝地帯付近にある、マラシェンコ駅で停車中の車内で行われる。マラシェンコ駅はカザフスタン軍関係者以外乗降できない駅で、客扱いは行われない。
中国とカザフスタンでは線路の軌間が異なり、中国は1435mmの標準軌、カザフスタンは1520mmの広軌である。そのためK9795/9796次列車はドストゥク駅で客車の台車を交換する。その間乗客は車内で待機することも、外出することも可能であり、駅舎内にあるレストランや両替所を利用することもできる。
| 運行区間   | ウルムチ南↔アルマトイ（中国国鉄） | ウルムチ南↔アルマトイ（中国国鉄） | ウルムチ南↔アルマトイ（中国国鉄） |
| 号車番号   | 1-7                               | 8                                 | 9                                 |
| 車輛の種類 | YW18 硬臥車 （2等寝台車）         | KD18 電源車                       | XL18 荷物車                       |

| 運行区間   | アルマトイ↔ウルムチ南（カザフスタン鉄道） | アルマトイ↔ウルムチ南（カザフスタン鉄道） | アルマトイ↔ウルムチ南（カザフスタン鉄道） |
| 号車番号   | 1                                         | 2-8                                       | 9                                         |
| 車輛の種類 | 定員24人 軟臥車 （1等寝台車）             | 定員36人 硬臥車 （2等寝台車）             | 荷物車                                    |

## 時刻表
カザフスタン領内は全てカザフスタン東部時間で記してあり、北京時間との時差は2時間である。
| K9795次/13 （アルマトイ行き） | K9795次/13 （アルマトイ行き） | K9795次/13 （アルマトイ行き） | K9795次/13 （アルマトイ行き） | 停車駅      | K9796次/14 （ウルムチ南行き） | K9796次/14 （ウルムチ南行き） | K9796次/14 （ウルムチ南行き） | K9796次/14 （ウルムチ南行き） |
| 走行距離                      | 曜日                          | 到着時間                      | 出発時間                      | 停車駅      | 到着時間                      | 出発時間                      | 曜日                          | 走行距離                      |
| ----------------------------- | ----------------------------- | ----------------------------- | ----------------------------- | ----------- | ----------------------------- | ----------------------------- | ----------------------------- | ----------------------------- |
| 0                             | 月曜/土曜                     | —                             | 23:41                         | ウルムチ南  | 09:50                         | —                             | 水曜/月曜                     | 1359                          |
| 242                           | 火曜/日曜                     | —                             | —                             | クイトゥン  | —                             | —                             | 火曜/日曜                     | 1230                          |
| 477                           | 火曜/日曜                     | 08:00                         | 11:00                         | 阿拉山口    | 22:10                         | 23:50                         | 火曜/日曜                     | 1117                          |
| —                             | 火曜/日曜                     | 09:20                         | 11:40                         | ドストゥク  | 16:35                         | 19:50                         | 火曜/日曜                     | —                             |
| —                             | 火曜/日曜                     | 15:57                         | 16:12                         | ベスコリ    | 13:28                         | 13:43                         | 火曜/日曜                     | —                             |
| —                             | 火曜/日曜                     | 18:12                         | 18:52                         | アクトガイ  | 11:02                         | 11:31                         | 火曜/日曜                     | —                             |
| —                             | 水曜/月曜                     | 05:04                         | 05:29                         | アルマトイ1 | 00:38                         | 01:03                         | 火曜/日曜                     | —                             |
| 1359                          | 水曜/月曜                     | 05:50                         | —                             | アルマトイ2 | —                             | 00:15                         | 火曜/日曜                     | 0                             |

## 脚註
1. 1 2 3 4 5  秋山 pp109-112
2. ↑  ウルムチを出よ！中央亜細亜〜アルマティへ 風の旅行社
3. ↑  “兰新铁路第二双线开建 兰州到乌市8小时（簡体字中国語）”.   深圳新闻网 (2009年12月1日). 2015年11月7日閲覧。
4. ↑  乌鲁木齐至阿拉木图间开行国际列车(1992年) 中国农历网（簡体字中国語）
5. ↑  “写在中哈铁路接轨20周年之际（簡体字中国語）”.   大洋网 (2010年8月13日). 2015年11月7日閲覧。
6. ↑  “4月1日乌铁局实行新列车运行图 列车等级车次有变化（簡体字中国語）”.   亚心网 (2009年3月26日). 2015年11月7日閲覧。
7. ↑  “乌鲁木齐市至阿拉木图列车缩短12小时（簡体字中国語）”.   天山网 (2015年6月4日). 2015年11月7日閲覧。
8. ↑  014T列車時刻表
9. ↑  “试试你的胆量？东西南北 坐火车游（簡体字中国語）”.   搜狐 (2011年8月1日). 2015年11月7日閲覧。
10. ↑  下川 pp164-167
11. 1 2  下川 pp162-164
12. ↑  下川 pp160-162, p168
13. ↑  How to travel Central Asia & the Silk Route by train  Train times & information（英語）